# ベータトロン
ベータトロンとは、加速器の一種である。

## 構造
誘導起電力によって電子を加速する、加速器と呼ばれる装置の一種。
ドーナツ型の真空パイプが電磁石の磁極で挟まれるような構造で、このパイプ（加速管）の中で電子が円軌道をとりながら加速していくようにされている。磁極間の磁場の大きさを変化させるとドーナツ円形の平面を貫通する磁束も変わり、導線などが存在しなくてもパイプ内空間に誘導起電力が発生する。このとき円形の電場も発生するため、電子は加速する。回転半径を考慮すると、電子の速度によって磁場を調整する必要がある。
1940年代後半から1960年代には放射線治療にも応用されたが、あまり普及しなかった。